# Pipérylène
Le pipérylène est un mélange de deux stéréoisomères de 1,3-pentadiène CH2=CH–CH=CH–CH3. Il se présente sous la forme d'un liquide incolore combustible et toxique.
On peut obtenir du pipérylène par méthylation du 1,3-butadiène avec du diméthylsulfoxyde CH3SOCH3 (DMSO) en présence d'une base telle que le tert-butylate de potassium K+(CH3)3CO− pour donner un mélange d'environ 80 % d'isomères trans et 20 % d'isomères cis. Il est également possible de passer par une réaction de Wittig depuis l'acétaldéhyde CH3CHO, l'acroléine CH2=CH–CHO ou le crotonaldéhyde H3C–CH=CH–CHO, avec des rendements et un rapport cis/trans dépendant de nombreux facteurs, tels que la substance de départ et le solvant utilisé. On peut en outre l'obtenir par élimination de Hofmann à partir de pipéridine C5H10NH, qui donne du 1,4-pentadiène CH2=CH–CH2–CH=CH2 par méthylations répétées suivies de l'élimination de la triméthylamine N(CH3)3 formée ; le 1,4-pentadiène obtenu par ce procédé s'isomérise spontanément en pipérylène dans les conditions de la réaction. Le pipérylène est également un sous-produit du processus de séparation de la coupe en C5 des gaz de pyrolyse (en) ainsi que de la production d'éthylène CH2=CH2.
Le pipérylène peut être utilisé pour préparer d'autres composés tels que le 2-méthylfurane, ainsi que comme monomère pour produire des matières plastiques, des adhésifs et des résines. Des substances à base de pipérylène sont par exemple utilisées dans les adhésifs modernes tels que ceux des enveloppes, des bandes adhésives pour emballages ou des fermetures pour couches-culottes.